# انضباط حزبی
احزاب هنگامی منضبط هستند که نماینده در پارلمان طبق نظر حزب رای دهد و تصمیم بگیرد؛ لذا نمی‌تواند طبق نظرات شخصی خود عمل کند. مانند احزاب اسکاندیناوی و بریتانیایی.
احزاب هنگامی غیر منضبطند که انتخاب‌شدگانشان حق داشته باشند در پارلمان حسب تمایلات شخصی و فردی رای بدهند و موضع بگیرند مانند احزاب آمریکایی یا احزاب کشورهای آمریکای لاتین.